# OR4C46
OR4C46 (англ. Olfactory receptor family 4 subfamily C member 46) – білок, який кодується однойменним геном, розташованим у людей на 11-й хромосомі. Довжина поліпептидного ланцюга білка становить 309 амінокислот, а молекулярна маса — 34 533.
| 10         |  | 20         |  | 30         |  | 40         |  | 50         |
| ---------- |  | ---------- |  | ---------- |  | ---------- |  | ---------- |
| MENRNNMTEF |  | VLLGLTENPK |  | MQKIIFVVFF |  | VIYIITVVGY |  | VLIVVTITAS |
| PSLGSPMYLS |  | LAYLSFIDAC |  | YSSVNTPNLI |  | THSLYGKKAI |  | LFNGCMTQVF |
| GEHFFGGAEG |  | ILLTVMAYDH |  | YVAICKPLHY |  | MTIMNQCVCA |  | LLMGVVWMGG |
| FLHATIQILF |  | IFQLPFCGPN |  | VIDHFMCDLN |  | PLLNLACTDT |  | HMLELFIAAN |
| SGFICLLNFA |  | LLLVSYVVIL |  | CSLRTHSLEA |  | RHKALSTCVS |  | HITVVILFFV |
| PCIFVYMRPA |  | ATLPIDKAVA |  | IFYTMITPML |  | NPLIYTLKNA |  | QMKNAIRKLC |
| SRKDISGDK  |  |            |  |            |  |            |  |            |

A: Аланін

C: Цистеїн

D: Аспарагінова кислота

E: Глутамінова кислота

F: Фенілаланін

G: Гліцин

H: Гістидин

I: Ізолейцин

K: Лізин

L: Лейцин

M: Метіонін

N: Аспарагін

P: Пролін

Q: Глутамін

R: Аргінін

S: Серин

T: Треонін

V: Валін

W: Триптофан

Кодований геном білок за функціями належить до рецепторів, g-білокспряжених рецепторів, білків внутрішньоклітинного сигналінгу. 
Локалізований у клітинній мембрані, мембрані.